# Université métropolitaine de Tokyo
L'université métropolitaine de Tokyo, Tōkyō Toritsu Daigaku (東京都立大学) ou simplement Toritsudai, est une université publique japonaise fondée en 2005 à Hachiōji, près de Tokyo. Elle est célèbre en particulier pour sa faculté d'architecture.
Outre son campus principal à Hachiōji, on trouve un campus dans la ville voisine de Hino et dans l'arrondissement de Tokyo d'Arakawa.

## Histoire
L'UMT a été fondée en 2005 par l'intégration de trois universités métropolitaines et d'un collège junior : Tokyo Metropolitan University (東京都立大学; Tokyo Toritsu Daigaku), Tokyo Metropolitan Institute of Technology (東京都立科学技術大学), Tokyo Metropolitan University of Health Sciences (東京都立保健科学大学) et Tokyo Metropolitan college (東京都立短期大学).